# Česká agentura pro standardizaci
Česká agentura pro standardizaci (ČAS) byla zřízena jako státní příspěvková organizace Úřadem pro technickou normalizaci, metrologii a státní zkušebnictví (ÚNMZ). Od 1. ledna 2018 převzala Česká agentura pro standardizaci od ÚNMZ všechny činnosti související s tvorbou, vydáváním a distribucí technických norem.

## Aktivity
Hlavní činností Agentury je, v souladu s definicí ve zřizovací listině, tvorba, vydávání a distribuce technických norem.
V souvislosti s touto hlavní činností může Agentura také vydávat komentovaná znění norem či provádět odborné činnosti, například vzdělávání a poradenství. Kromě své hlavní činnosti může vykonávat i činnosti jiné, například tvorbu odborných publikací a vydavatelskou či nakladatelskou činnost, pokud to nebude v rozporu s jejím posláním. Jednou z takových činností je i udělování ocenění významným členům odborné komunity. Ocenění udělované Agenturou je pojmenováno po významném českém inženýrovi Vladimíru Listovi.

##### Cena Vladimíra Lista
Toto ocenění je od roku 2002 je udělováno vybraným osobnostem jako symbolické poděkování za jejich prácí a působení, kterým přispěli k rozvoji a popularizaci technické normalizace. Ocenění uděluje a předává generální ředitel Agentury.
Je udělováno ve dvou formách:
- Cena Vladimíra Lista je udělována jedné osobnosti za celoživotní nebo významný a dlouholetý podíl na rozvoji technické normalizace jak na národní, tak mezinárodní úrovni
- Čestné uznání Vladimíra Lista je zpravidla udělováno až třem osobnostem za významný přínos pro rozvoj technické normalizace